# Royal Motor Company
Royal Motor Company war ein US-amerikanischer Hersteller von Automobilen.

## Unternehmensgeschichte
Das Unternehmen wurde 1913 in Elkhart in Indiana gegründet. Im gleichen Jahr begann die Produktion von Automobilen. Der Markenname lautete Royal. Noch 1913 endete die Produktion. Eine Quelle vermutet Unterfinanzierung als Ursache für die Auflösung.
Weitere US-amerikanische Hersteller von Personenkraftwagen der Marke Royal waren Royal Automobile Company und Royal Cyclecar Company.

## Fahrzeuge
Im Angebot standen zwei Modelle. Beide hatten einen Vierzylindermotor mit T-Kopf. Die Motorleistung wurde über ein Dreiganggetriebe und eine Kardanwelle an die Hinterachse übertragen. Die Aufbauten waren Tourenwagen mit Platz für fünf Personen.
Das Modell 35 hatte einen Motor mit 35 PS. Der Neupreis betrug 895 US-Dollar. Der 45 hatte einen 45-PS-Motor und kostete 1095 Dollar.